# Município de Warwick (condado de Tuscarawas, Ohio)
O município de Warwick (em inglês: Warwick Township) é um município localizado no condado de Tuscarawas no estado estadounidense de Ohio. No ano de 2010 tinha uma população de 2.803 habitantes e uma densidade populacional de 49,52 pessoas por km².

## Geografia
O município de Warwick encontra-se localizado nas coordenadas 40° 24′ 07″ N, 81° 25′ 17″ O. Segundo a Departamento do Censo dos Estados Unidos, o município tem uma superfície total de 56.6 km², da qual 55,59 km² correspondem a terra firme e (1,79 %) 1,01 km² é água.

## Demografia
Segundo o censo de 2010, tinha 2.803 habitantes residindo no município de Warwick. A densidade populacional era de 49,52 hab./km². Dos 2.803 habitantes, o município de Warwick estava composto pelo 98,5 % brancos, o 0,43 % eram afroamericanos, o 0,07 % eram amerindios, o 0,25 % eram asiáticos e o 0,75 % eram de uma mistura de raças. Do total da população o 0,46 % eram hispanos ou latinos de qualquer raça.